# Riserva naturale Acquerino
La riserva naturale Acquerino è un'area naturale protetta della regione Toscana istituita nel 1977.
Occupa una superficie di 243 ha nella provincia di Pistoia. In corso il monitoraggio della popolazione del cervo e rilievi archeologici sui ruderi medievali.

## Storia
La Riserva naturale statale di Acquerino è stata istituita per razionalizzare le risorse boschive e renderle maggiormente disponibili ai piccoli proprietari terrieri locali; oggi è un'area silvestre per la conservazione dell'abete di Douglas e la produzione di semi per la vivaistica forestale.

## Territorio
La riserva si estende su un'area appenninica scarsamente antropizzata, tra gli 880 m s.l.m. a Ponte Rigoli e i 1.319 m s.l.m. del Monte La Croce; è caratterizzata da boschi cedui di faggio, un tempo risorsa per la produzione del carbone vegetale, come attestano i resti di carbonaie ancora visibili lungo i sentieri, alternati a boschi artificiali di conifere e altre latifoglie.
Per il monitoraggio meteorologico e climatico dell'area, ad un'altitudine di 890 metri s.l.m. è ubicata la storica stazione meteorologica di Acquerino, gestita dal Servizio Idrometeorologico dell'ARPA Emilia-Romagna, mentre ad un'altitudine di 900 metri s.l.m. e in una diversa ubicazione è attiva dal 1996 una stazione meteorologica automatica gestita dall'ARSIA.

## Comuni
Sambuca Pistoiese

## Fauna
Cervo (Cervus elaphus), cinghiale (Sus scrofa), daino (Dama dama), lupo appenninico. Degli anni cinquanta il ripopolamento del cervo, oggi presente abbondantemente.

## Flora
Boschi di faggio (Fagus sylvatica), frassino (Fraxinus), acero (Acer), cerro (Quercus cerris) e nocciolo (Corylus avellana); abete bianco (Abies alba), abete di Douglas (Pseudotsuga menziesii); tra le erbe protette: Giglio rosso (Lilium bulbiferum), giglio martagone (Lilium martagon), alcune specie di Aquilegia e Gentiana.